# Christoph Waldecker
Christoph Waldecker (* 1967) ist ein deutscher Historiker und Archivar.

## Leben
Nach seinem Abitur am Kurfürst-Salentin-Gymnasium in Andernach 1987 studierte Christoph Waldecker Geschichte, Landeskunde, Germanistik und Kanonistik. 2001 wurde er bei Ingrid Heidrich an der Universität Bonn zum Dr. phil. promoviert. Anschließend war er Mitarbeiter des Stadtarchivs Mönchengladbach und seit 2005 Mitarbeiter des Joseph-Lange-Schützenarchivs im Rheinischen Schützenmuseum Neuss.
2003 veröffentlichte er eine Biographie des Zentrumspolitikers und Oberbürgermeisters Peter Nonnenmühlen. Seit dem 1. September 2007 ist er Leiter des Stadtarchivs Limburg an der Lahn und war hier unter anderem mit der Planung des Stadtjubiläums 2010 beschäftigt.
Seit 2004 ist Waldecker Mitarbeiter des Biographisch-Bibliographischen Kirchenlexikons und seit 2010 des Germania-Sacra-Projekts, dort zuständig für die Mainzer Bischofsreihe von 1089 bis 1200. Seit 2011 ist er Mitglied der Historischen Kommission für Nassau. 2018 wurde er zum Vorsitzenden des Verbandes hessischer Kommunalarchivarinnen und Kommunalarchivare e. V. gewählt.

## Schriften (Auswahl)
- Zwischen Kaiser, Kurie, Klerus und kämpferischen Laien. Die Mainzer Erzbischöfe 1100 bis 1160. Mainz 2002 (= Quellen und Abhandlungen zur mittelrheinischen Kirchengeschichte, Bd. 101).
- Peter Nonnenmühlen. Mönchengladbach 2003 (= Zeugen städtischer Vergangenheit, Bd. 21).
- „Es ist ein groß Ergetzen...“ Ein Jahrhundert Stadtbibliotheken in Mönchengladbach. Mönchengladbach 2004 (= Beiträge zur Geschichte der Stadt Mönchengladbach, Bd. 45).
- Den Schützen auf der Spur. Ein Spaziergang durch die Neusser Innenstadt. Neuss 2006.
- Das Archiv der Gemeinde Alfter. Ein Fallbeispiel für eine Neukonzeption. Saarbrücken 2008.
- Limburg an der Lahn. Regensburg 2010. 2. erw. Aufl. Regensburg 2011 (= Großer Kunstreiseführer, Bd. 251).
- Limburg a. d. Lahn in Historischen Ansichten. Erfurt 2010 (= Archivbilder).
- 1363: Verleihung der Stadtrechte an Niederbrechen. Niederbrechen, die Region und das städtische Leben im Spätmittelalter. Mit Überlegungen zu Niederbrechens Verlust der Stadtrechte (= Schriftenreihe Gemeindearchiv Brechen, Bd. 11). Brechen 2014.
- Zeitsprünge Limburg. Erfurt 2014.
- Limburg a. d. Lahn im Wandel der Zeit. Olching 2017.
- Kleine Geschichte der Kapelle in der Erbach. Limburg 2019, 2. Auflage 2020 (= Mitteilungen aus dem Stadtarchiv Limburg a. d. Lahn, Bd. 1).
- „Er kann nicht ohne Anstaltsbehandlung auskommen“. Alfred Schardt (1914–1942), Opfer der „Euthanasie“-Verbrechen. Limburg 2020 (= Mitteilungen aus dem Stadtarchiv Limburg a. d. Lahn, Bd. 3).
- Die Offheimer Schulchronik (1752–)1821 bis 1975. Limburg 2021 (= Beiträge zur Geschichte der Kreisstadt Limburg a. d. Lahn, Bd. 5).
- Das „Große Sterben“. Die Pest in der Mitte des 14. Jahrhunderts, in Limburg und anderswo. Limburg 2021 (= Mitteilungen aus dem Stadtarchiv Limburg a. d. Lahn, Bd. 5).
- Brechen und die Region im frühen Mittelalter. Brechen 2022 (= Schriftenreihe Gemeindearchiv Brechen, Bd. 21).
- Peter Assmann. Sein Wirken in und für Limburg. Limburg 2023 (= Mitteilungen aus dem Stadtarchiv Limburg a. d. Lahn, Bd. 6).
- So ist und bleibt Limburg ein einmaliger Ort der Erinnerung an Stalingrad. Die Treffen des ‚Stalingradbundes‘ in Limburg a. d. Lahn, in: Nassauische Annalen 135 (2024), S. 547–567.
- Limburg und die Mährisch Neustädter. Geschichte einer Patenschaft. Limburg 2024 (= Mitteilungen aus dem Stadtarchiv Limburg a. d. Lahn, Bd. 7).
- Die Bistümer der Kirchenprovinz Mainz. Das Erzbistum Mainz 3. Die Mainzer Erzbischöfe von 1089 bis 1200. Berlin, Boston 2024 (= Germania Sacra. 3. Folge, Bd. 23).